# Калатабијано
Калатабијано (итал. Calatabiano) је насеље у Италији у округу Катанија, региону Сицилија.
Према процени из 2011. у насељу је живело 4102 становника. Насеље се налази на надморској висини од 55 м.

## Становништво
| 1951. | 1961. | 1971. | 1981. | 1991. | 2001. | 2011. |
| ----- | ----- | ----- | ----- | ----- | ----- | ----- |
| 6.037 | 6.133 | 5.686 | 5.599 | 5.713 | 5.215 | 5.383 |